# Maronitská eparchie sv. Marona v Montréalu
Maronitská eparchie sv. Marona v Montréalu (anglicky Maronite Catholic Eparchy of Saint Maron of Montreal; francouzsky Éparchie Saint-Maron de Montréal des Maronites) je eparchie maronitské katolické círve se sídlem v Montréalu, kde se nachází katedrála sv. Marona. Eparchie je bezprostředně podřízena Svatému Stolci a pod její jurisdikci spadají všichni maronité v Kanadě.

## Historie
Eparchie byla zřízena 27. srpna 1982 bulou Fidelium illorum papeže Jana Pavla II..

## Seznam eparchů
- Elias Shaheen (Chahine)  (1982–1990)
- Georges Abi-Saber (1990–1996)
- Joseph Khoury (1996–2013)
- Marwan Tabet, C.M.L. (od 2013)